# Bekeuring

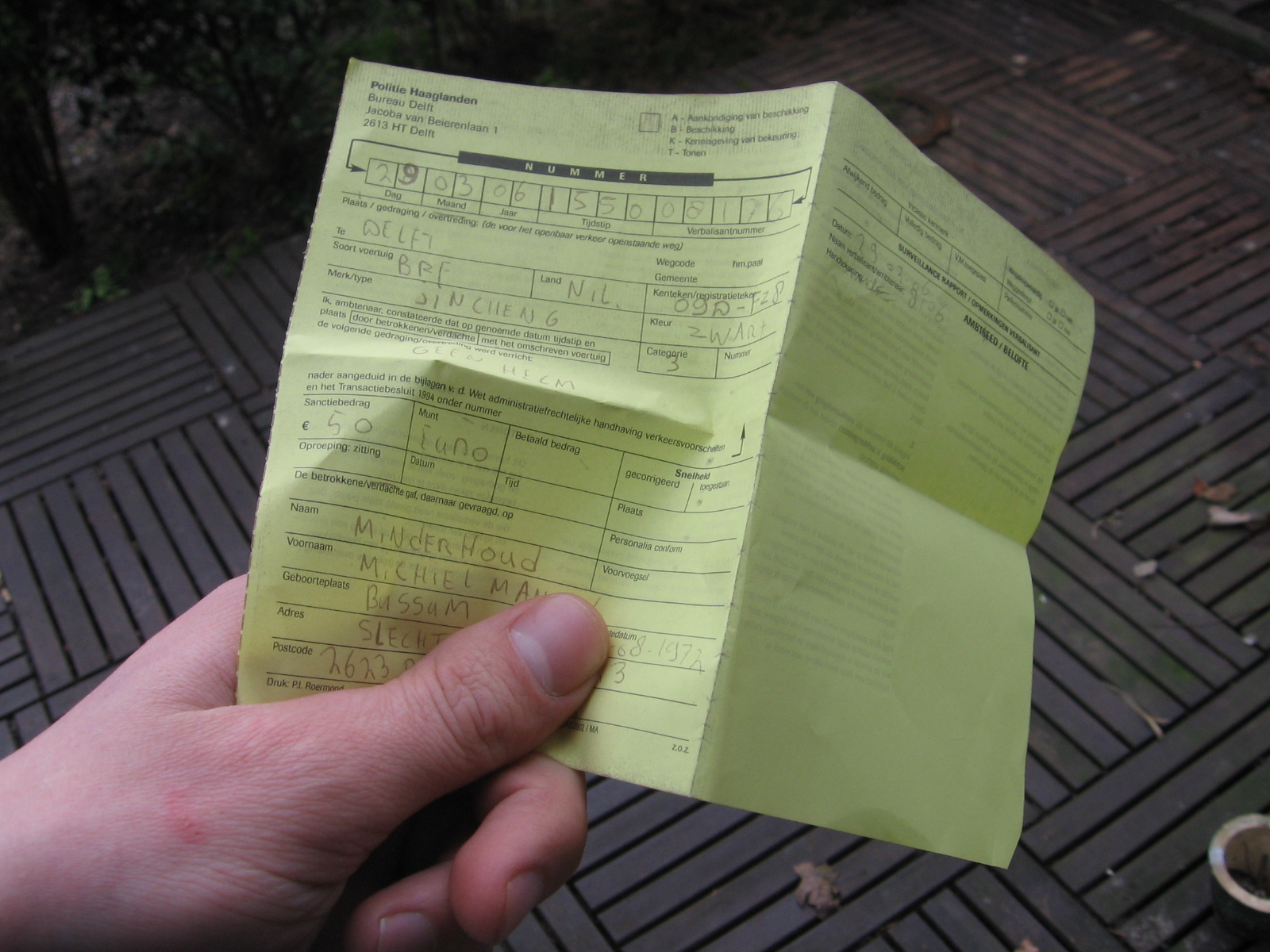
Bekeuring

Een bekeuring (informeel prent of bon) is de door een beëdigd ambtenaar (meestal een politieagent) opgemaakte schriftelijke verklaring (proces-verbaal) dat er een (lichte) overtreding is geconstateerd. Op de bekeuring staat meestal een specifieke boete vermeld. Wordt het bedrag betaald, dan wordt daarmee een strafvervolging voor het strafbare feit afgekocht. Zo niet, dan geldt men als verdachte en dient men zich te verantwoorden voor de rechtbank.
Bij verkeersovertredingen in Nederland is veelal de wet Mulder van toepassing. Het strafbare feit wordt dan volgens het bestuursrecht afgedaan in plaats van het strafrecht. Wie zich niet klan verenigen met een opgelegde boete kan een bezwaar indienen bij de officier van justitie, en pas nadat is afgewezen, kan de belanghebbende in beroep gaan bij de kantonrechter (maar in principe pas nadat de boete eerst is betaald).
In de volksmond heet het dat men een bekeuring "krijgt", ofschoon het doorgaans de plicht tot een betaling betreft. Waarschijnlijk is dit woordgebruik ontstaan doordat men een straf, in het geval van overtredingen de boete, krijgt opgelegd.